# Илинка Божинова
Илинка Божинова е българска революционерка, кичевска деятелка на Вътрешната македоно-одринска революционна организация.

## Биография
Родена е в 1874 година в кичевското село Козица, тогава в Османската империя. Става членка на местния революционен комитет. Още преди Илинденско-Преображенското въстание в 1903 година влиза в четата на Йордан Пиперката. Взима активно участие в боевете по време на въстанието, действа като куриер и снабдява четата с муниции. След въстанието продължава дейността си в организацията и лекува ранени четници.
Умира след 1950 година във Федерална Югославия.